# Réserve naturelle des Îles aux Ours
La Réserve naturelle des Îles aux Ours (en iakoute : Эһэлээх арыылар) est une réserve naturelle d'État située au nord-est de la Sibérie, en Yakoutie, en Russie. La réserve a été constituée le 30 juin 2020, elle est située dans la République de Sakha (Yakoutie),.

## Description
La réserve se compose de deux parties, une terrestre et une maritime, d'une superficie totale de 815 568 hectares.
Les îles aux Ours se composent de 6 îles inhabitées (Krestovsky, Andreeva, Pushkareva, Leontiev, Lyssov, Chetyrekhstolbovoy) dans la mer de Sibérie orientale. La réserve comprend également des parties de la toundra de la Kolyma dans l'Extrême-Orient russe.

## Flore et faune
Il existe plus de 160 espèces de plantes vasculaires dans la réserve.
La réserve abrite plus de 38 espèces de mammifères, dont le loup, le renard arctique, le carcajou, le rat musqué, le lemming de Sibérie et le lemming arctique. Comme son nom l'indique, la réserve est un lieu de naissance populaire pour les ours polaires. On recense plus de 100 espèces d'oiseaux. La mouette rosée, le cygne de Bewick, la bernache cravant, le plongeon à bec blanc, la sarcelle élégante, le faucon pèlerin et le pygargue à queue blanche sont répandus. Dans la zone marine, il y a des lièvres de mer, des phoques annelés, des bélugas, des morses et des lions de mer de Steller, ainsi que des otaries à fourrure. 27 espèces d'animaux et 8 espèces de plantes sont répertoriées dans le Livre rouge de Russie.